# Gaston Poittevin
 (novembre 2015).
Gaston Poittevin, né le 15 juillet 1880 à Cumières (Marne) et mort en déportation le 4 mars 1944 au camp de concentration de Buchenwald (Allemagne), est un homme politique français, député-maire radical socialiste et responsable syndical.

## Biographie
Issu du milieu des vignerons champenois, il en sera toujours le défenseur. Très impliqué dans les organisations viticoles. Il est mobilisé pour la Grande Guerre, dont il revient avec la Croix de Guerre après avoir été prisonnier de guerre, c'est alors un rédacteur de la Champagne viticole.
Il est élu en 1919 conseiller général du canton de Châtillon-sur-Marne et quatrième député de la Marne sur la liste d'union républicaine de la fédération départementale des groupes de gauche dans la circonscription de la Marne. Il obtint personnellement 27.449 voix sur 67.003 votants et siège au groupe des républicains socialistes. 
Aux élections de 1924, il est élu premier avec 36.678 suffrages sur 86.595 votants et siège de nouveau avec le groupe des républicains socialistes. 
Aux élections de 1928, le suffrage uninominal étant rétabli, il bat Bertrand de Mun au second tour par 8.736 suffrages contre 8.580 pour 19.635 votants, il est inscrit au groupe républicain radical et radical-socialiste et dans la commission des régions libérées. 
Aux élections de 1932, il bat Jacquy et siège dans le même groupe. Poste qu'il conserve  jusqu'en 1936, où il est battu dès le premier tour par Pitoi qui est élu au second tour.
En 1933 il est blessé lors de l'Accident ferroviaire de Lagny-Pomponne.
Il s'occupe alors d'organisations viticoles, notamment le Syndicat général des vignerons de la Champagne (cofondateur), dont il est président entre 1938 et 1941.
Franc-maçon, il est démis d'office de ses mandats, en 1941, alors qu'il demeure 88, rue du Faubourg-Poissonnière à Paris, en application de la loi sur les sociétés secrètes,.

### Mort
Il meurt en déportation en 1944 au camp de Buchenwald.

## Mémoire
Des rues dans les villages de son canton portent son nom, Cumières, Monthelon et une place à Reims.

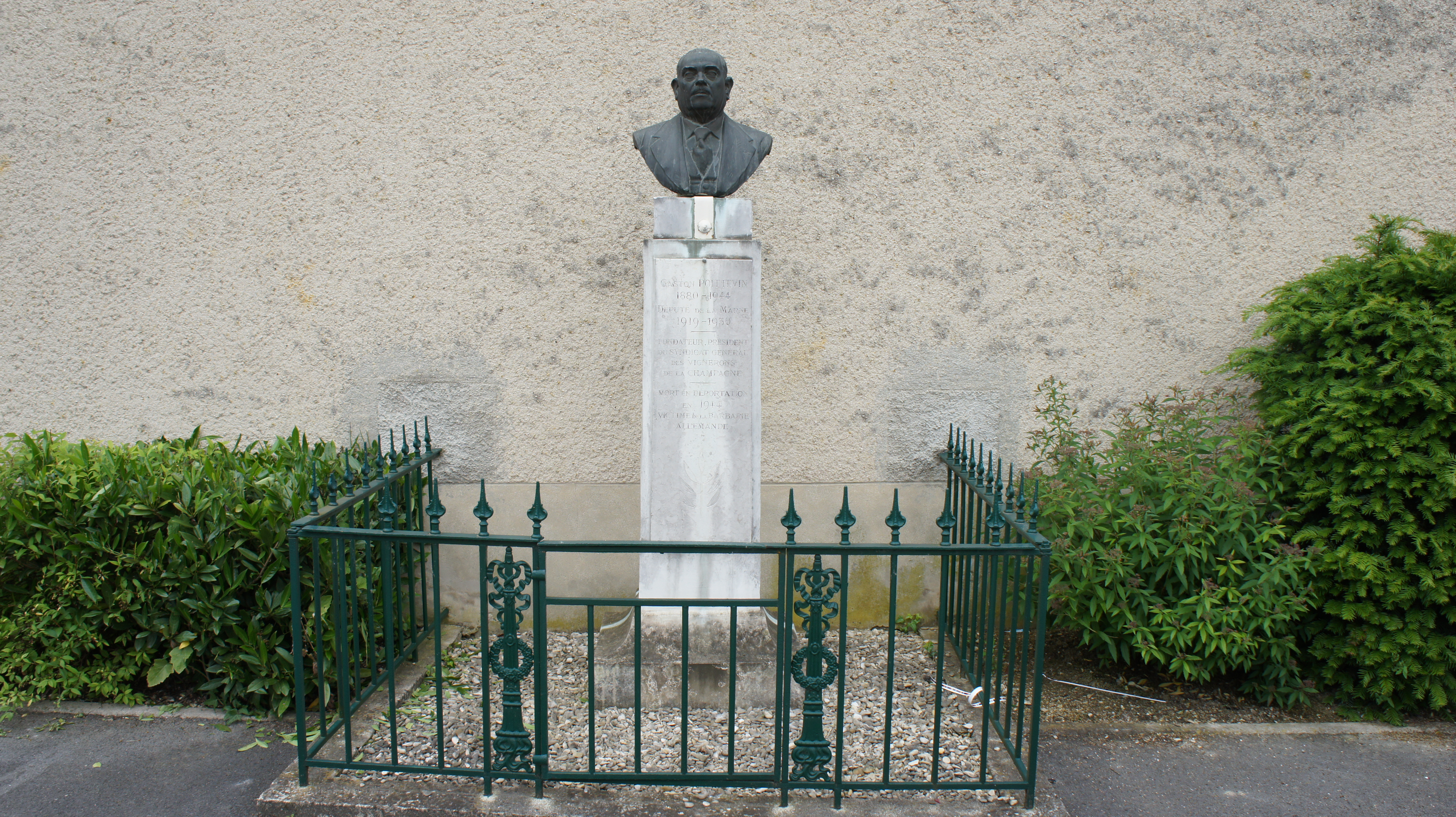
Son buste à Cumières.

## Sources
- Ressource relative à la vie publique :   - Base Sycomore
- « Gaston Poittevin », dans le Dictionnaire des parlementaires français (1889-1940), sous la direction de Jean Jolly, PUF, 1960 [détail de l’édition]